# Estompe

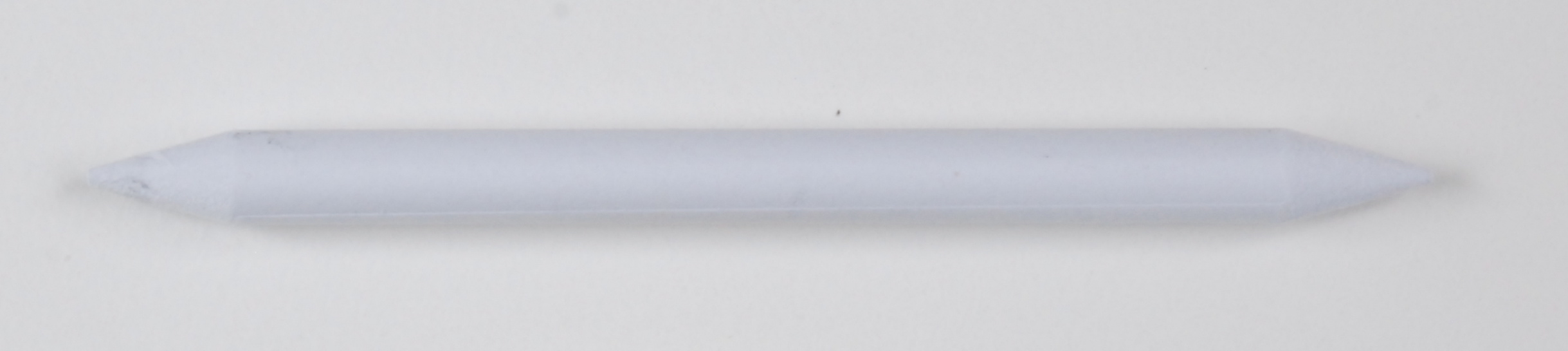
Estompe

Estompe (fr.: Papierwischer), umgangssprachlich auch Schummelnudel genannt, ist ein aus zusammengerolltem Leder oder Löschpapier bestehendes, stiftartiges, unten zugespitztes Zeichengerät, das bei Kohlen-, Bleistift-, Kreide- und Pastellzeichnungen zur Herstellung der Schatten und Übergänge und zum Verreiben der Töne benutzt wird.
Eine andere Variante des Estompe ist der Tortillon. Dieser ist nicht ganz so eng gewickelt, kürzer und innen hohl.

## Verwendung im Speziellen
Estompes werden besonders Anfängern zum Verwischen von Kreidezeichnungen empfohlen, da sich Fehler auf diese Weise leicht bereinigen lassen. Dabei wird rote oder schwarze Kreide auf weißes Papier oder weiße Kreide auf farbiges Papier aufgetragen und mit dem Estompe (Wischer) verwischt. Dadurch wird die Kreidezeichnung zwar undeutlicher, aber gewinnt dafür an Weichheit.
Estompes finden nicht nur in der Kunstmalerei Anwendung. So werden sie beispielsweise zur Darstellung von Nebeln und Sonnenflecken in astronomischen Darstellungen genutzt. Dabei wird ein Ende für das Verwischen dunklerer Stellen genutzt, das andere für hellere Stellen. Dabei fängt man bei den helleren an und arbeitet sich innerhalb der Umrisse zu den dunkleren vor, um eine möglichst naturnahe Darstellung von oben genannten schwer zu zeichnenden Objekten zu erhalten. Bei diesem Prozess entstehen Ungenauigkeiten, die später mit Hilfe eines Bleistiftes ausgebessert werden müssen.